# Andrea Branzi

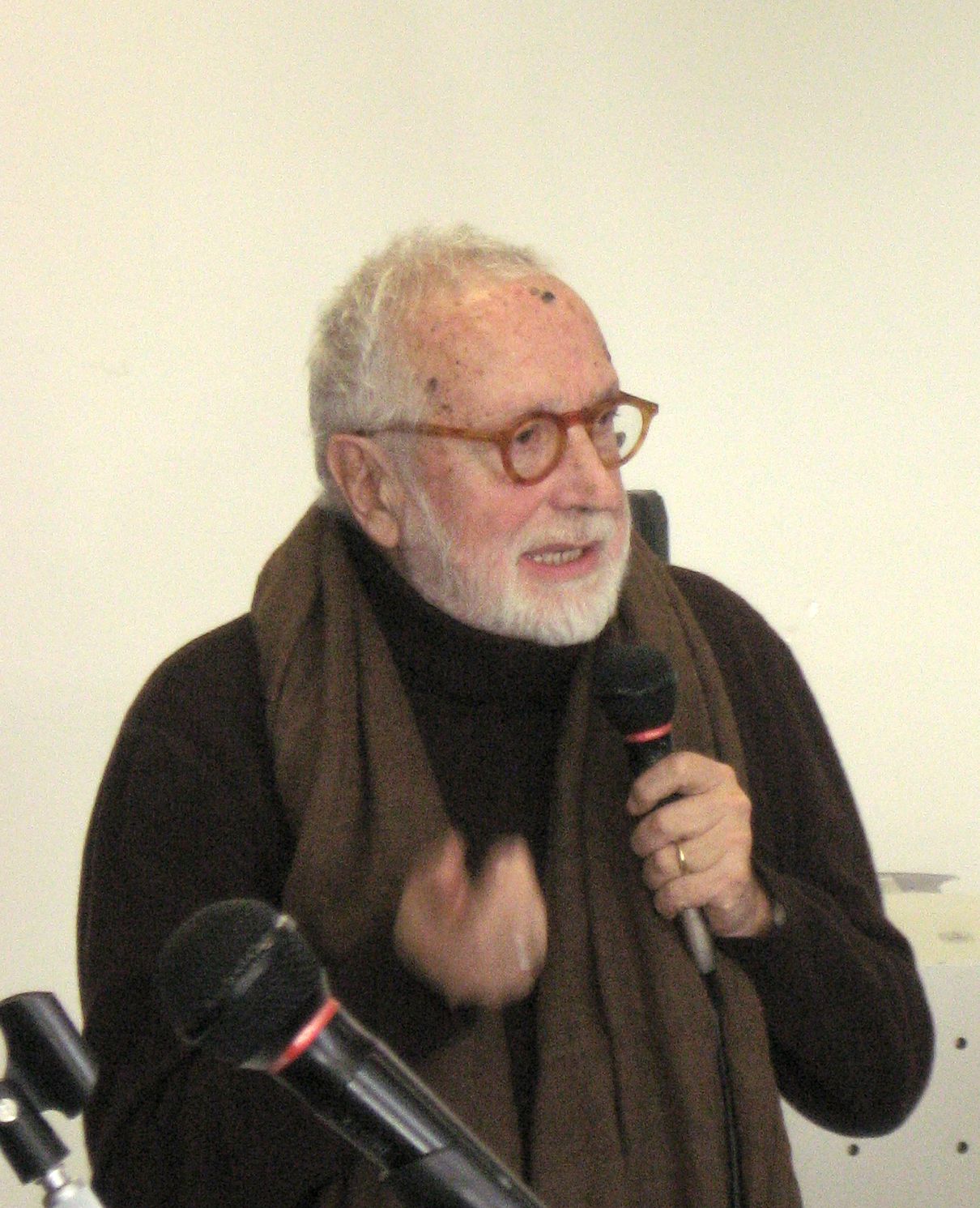
Andrea Branzi (2008)

Andrea Branzi (* 30. November 1938 in Florenz; † 9. Oktober 2023 in Mailand) war ein italienischer Architekt und Designer.

## Leben und Werk
Andrea Branzi studierte Architektur in seiner Geburtsstadt Florenz. 1966 gründete er mit Paolo Deganello, Gilberto Corretti und Massimo Morozzi die Gruppe Archizoom-Associati. Die avantgardistische Gruppe gilt als Begründer des Anti-Designs. 1975 war Branzi gemeinsam mit Ettore Sottsass und Alessandro Mendini Mitbegründer der Organisation CDM und dann Mitglied des Studio Alchimia. Branzi war 1982 an der Gründung der Domus Academy beteiligt.
Ab 1967 befasste er sich mit Experiment- und Industriedesign, Architektur, Stadtplanung, Ausbildung und kultureller Förderung. Er war Professor für Industriedesign am Polytechnikum Mailand.
Als Architekt und Designer realisierte Andrea Branzi viele Projekte für Kunden wie Alessi, Artemide, Danese sowie Cassina, Vitra und Zanotta. Er engagierte sich als Architektur- und Designkritiker für Zeitschriften wie Domus, Interni, Casabella und Modo. Langjährig war Branzi Mitglied der EU-Kommission für die Förderung europäischen Designs.
Branzi starb am 9. Oktober 2023 im Alter von 84 Jahren. Er war der Vater von Orsola Branzi, alias La Pina, einer Rapperin und Radiomoderatorin.

## Bekannte Werke
- 1968: Wohnlandschaft Safari und Leuchte San Remo für Poltronova
- 1969: Wind City gemeinsam mit Archizoom
- 1972: No-Stop-City gemeinsam mit Archizoom
- 1982: Sofa Century
- 1985: Möbelserie Animali Domestici für Zanotta
- 1988: Lampe Foglie für Memphis
- 1991: Vasen Amnesie für Design Gallery Milano
- 1998: Lampe Passaggi für Design Gallery Milano
- 2000: Weak Urbanization für Philips
- 2003: Blossoming Gap Installation mit Ronan & Erwan Bouroullec für Martin Rendel & René Spitz, Köln
- 2009: Spiegelschrank Treille für Bernardaud[6]

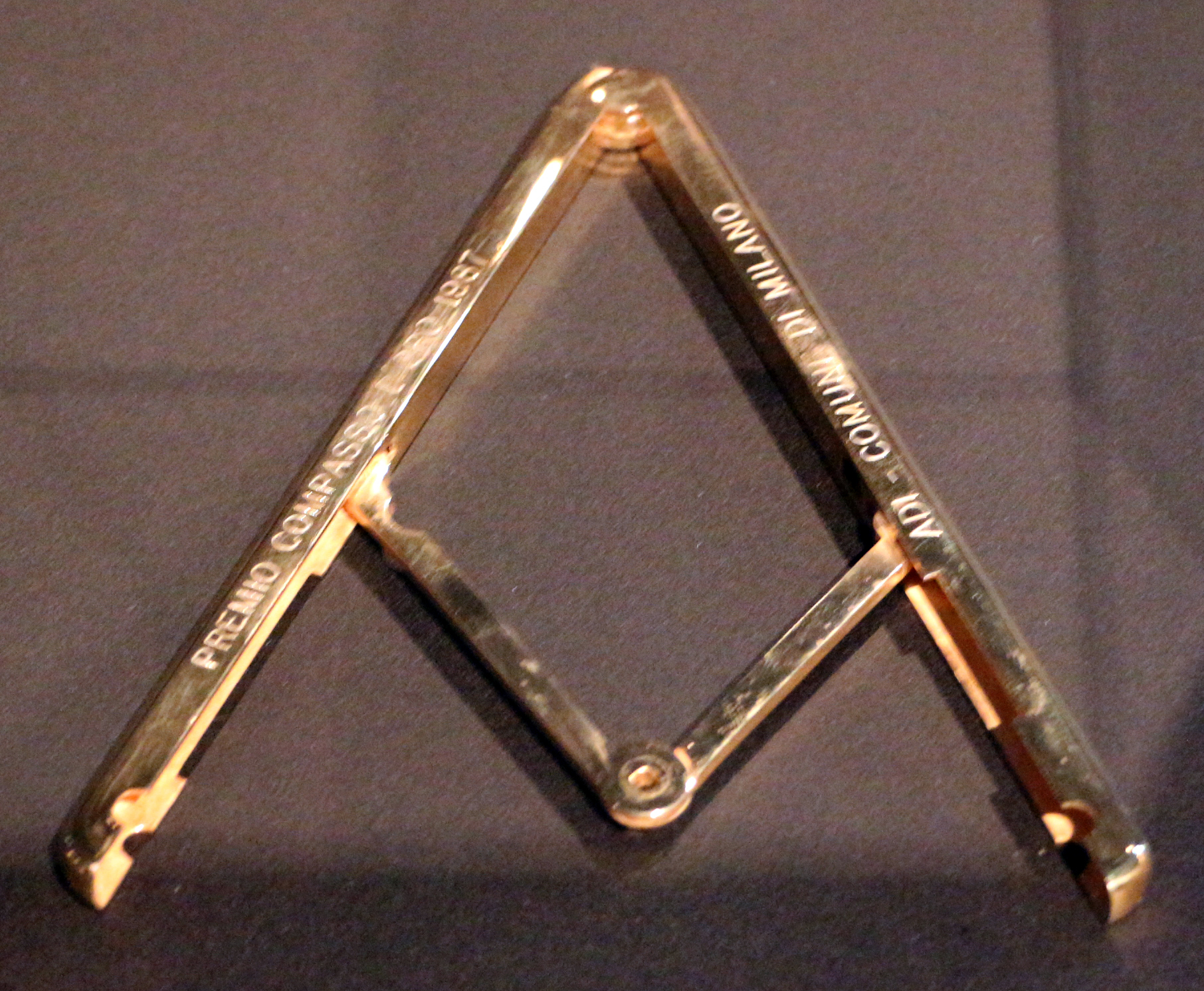
Compasso d’Oro, 1987 (coll. andrea branzi)

## Ehrungen und Auszeichnungen (Auswahl)
- 1987: Compasso d’Oro für sein Lebenswerk
- 2008: Ehrendoktorwürde für Industriedesign von der Ludovico-Quaroni-Fakultät für Architektur der Universität La Sapienza in Rom
- 2018: Rolf-Schock-Preis der Königlichen Akademie der Schönen Künste in Stockholm